# خلق‌آباد سفلی
خلق‌آباد سفلی، روستایی از توابع بخش مرکزی شهرستان مشهد در استان خراسان رضوی ایران است.

## جمعیت
این روستا در دهستان تبادکان قرار دارد و براساس سرشماری مرکز آمار ایران در سال ۱۳۸۵، جمعیت آن ۱٬۱۵۸ نفر (۳۰۳خانوار) بوده‌است.